# Eletroflotação
A eletroflotação (português brasileiro) ou eletroflutuação (português europeu), eletrofloculação ou eletrocoagulação é uma técnica eletroquímica de tratamento de água, esgoto e efluentes industriais. Por se tratar de uma técnica consolidada na área de química, ela não requer direito de propriedade e sua base fundamental é de domínio público. Alguns pesquisadores estão investindo em tratamentos envolvendo reatores eletroquímicos na descontaminação de efluentes contendo corantes, metais pesados, óleos e graxas. Esse processo consiste na eletroflotação (EF), em que um reator eletroquímico é o centro das reações de coagulação. O reator possui eletrodos de sacrifício de alumínio que geram íons {\displaystyle {\ce {Al(3+)}}} devido à tensão ou corrente aplicada entre os eletrodos. Essa etapa faz parte do processo anódico, onde o alumínio metálico é oxidado de acordo com a reação: Al→Al3+ + 3 e-. O cátion gerado na etapa anódica reage com as moléculas de água formando o agente coagulante {\displaystyle {\ce {(Al(OH)3)}}} que será o responsável pela coagulação e formação das partículas coloidais. Como se trata de uma reação de hidrólise, o pH ideal para formação de {\displaystyle {\ce {Al(OH)3}}} está entre 6,5 e 7,0.[carece de fontes?]
No Brasil, estudos iniciais sobre a eletroflotação datam do ano de 1980, no entanto, somente a partir do final da década de 90 é que ela ganhou força. Ela foi aplicada com sucesso no tratamento de efluente da indústria de processamento de alimentos, em 2002. Em 2004, a professora Maria Olímpia Rezende do IQSC da USP, em São Carlos, e seu aluno de mestrado Frank Crespilho publicaram um trabalho que foi considerado o precursor da nova fase da EF no Brasil.. Pouco tempo depois, eles lançaram o primeiro livro na área, intitulado Eletroflotação - Princípios e Aplicações.
A partir de então, diversos pesquisadores do Brasil começaram a testar e aplicar a EF em diferentes tipos de águas contaminadas. Algumas empresas, como a Morselt já comercializam estações de tratamento por Eletroflotação.